# Volta a la Gran Bretanya
La Volta a la Gran Bretanya (Tour of Britain) és una competició ciclista per etapes que es disputa anualment al Regne Unit. L'actual cursa es va crear el 2004, però té diferents antecedents ja des del 1945, i especialment de la Milk Race, que es va disputar entre 1958 i 1993. El 2005, va entrar al calendari de l'UCI Europa Tour.

## Palmarès

### Antecedents
| Any  | Nom                | Vencedor          | Segon               | Tercer          |
| ---- | ------------------ | ----------------- | ------------------- | --------------- |
| 1945 | Victory Marathon   | Robert Batot      | Geoff Clark         | Dennis Jaggard  |
| 1946 | Brighton-Glasgow   | Mike Peers        | Alex Hendry         | Jack Williams   |
| 1947 | Brighton-Glasgow   | George Kessock    | John Raines         | Len West        |
| 1948 | Brighton-Glasgow   | Tom Saunders      | Allan Howard Clarke | Norman Jones    |
| 1949 | Brighton-Glasgow   | Geoff Clark       | George Lander       | Tom Saunders    |
| 1950 | Brighton-Glasgow   | George Lander     | Ken Russell         | Edmond Pierre   |
| 1951 | Brighton-Glasgow   | Ian Greenfield    | Lawry Kitchen       | Bob Dykes       |
| 1951 | Butlin Tour        | Stan Blair        | Derek Buttle        | Bill Bellamy    |
| 1951 | Tour of Britain    | Ian Steel         | Alec Taylor         | Ian Greenfield  |
| 1952 | Brighton-Glasgow   | Bill Bellamy      | Len Wightman        | Anthony Smith   |
| 1952 | Tour of Britain    | Ken Russell       | Leslie Scale        | Bob Maitland    |
| 1953 | Tour of Britain    | Gordon Thomas     | Leslie Scale        | John Pottier    |
| 1954 | Tour of Britain    | Eugène Tamburlini | Brian Robinson      | Dave Bedwell    |
| 1954 | Circuit of Britain | Vivian Bailes     | Derek Evans         | Brian Haskell   |
| 1955 | Tour of Britain    | Tony Hewson       | Ken Mitchell        | Richard Bartrop |
| 1955 | Circuit of Britain | Des Robinson      | Derek Evans         | Ray Holliday    |
| 1956 | Tour of Britain    | Richard McNeil    | Gil Taylor          | Ron Killey      |

### Milk Race
| Any  | Vencedor              | Segon                 | Tercer                    |
| ---- | --------------------- | --------------------- | ------------------------- |
| 1958 | Richard Durlacher     | William Bradley       | Alfons Sweeck             |
| 1959 | William Bradley       | John Geddes           | Constant Dekeyser         |
| 1960 | William Bradley       | William Holmes        | Öve Adamsson              |
| 1961 | William Holmes        | Juan María Uribezubia | Warwick Dalton            |
| 1962 | Eugeniusz Pokorny     | William Holmes        | James Hinds               |
| 1963 | Peter Chisman         | Constantin Dumitrescu | José Ramón Goyeneche      |
| 1964 | Arthur Metcalfe       | Vicente López Carril  | Terry West                |
| 1965 | Leslie West           | Janusz Janiak         | John Bettinson            |
| 1966 | Józef Gawliczek       | Stanislav Tschepel    | Peter Abt                 |
| 1967 | Leslie West           | David Rollinson       | Stanislaw Demel           |
| 1968 | Gösta Pettersson      | Vladimir Sokolov      | Peter Doyle               |
| 1969 | Fedor den Hertog      | Popke Oosterhof       | Peter Buckler             |
| 1970 | Jiri Mainus           | Jozef Mikolaczik      | Mathieu de Konig          |
| 1971 | Fedor den Hertog      | Marcel Duchemin       | Joseph Fuchs              |
| 1972 | Hennie Kuiper         | Marcel Duchemin       | Jerzy Zwirko              |
| 1973 | Piet van Katwijk      | Bernt Johansson       | Fedor den Hertog          |
| 1974 | Roy Schuiten          | Ryszard Szurkowski    | Tord Filipsson            |
| 1975 | Bernt Johansson       | Vladimir Vondracek    | Tord Filipsson            |
| 1976 | Bill Nickson          | Joe Waugh             | Sven-Åke Nilsson          |
| 1977 | Saïd Gusseïnov        | Alf Segersäll         | Paul Carbutt              |
| 1978 | Jan Brzeźny           | Lennart Fagerlund     | Bob Downs                 |
| 1979 | Iuri Kachirin         | Janusz Pozak          | Hynek Dvořáček            |
| 1980 | Ivan Mitchenko        | Ramazan Galaletdinov  | Serguei Soukhoroutchenkov |
| 1981 | Sergei Krivocheev     | Andrei Vedernikov     | Zbigniew Szczepkowski     |
| 1982 | Iuri Kachirin         | Oleg Logvin           | Oleh Petròvitx Txujda     |
| 1983 | Matt Eaton            | Stefan Brykt          | Malcolm Elliott           |
| 1984 | Oleh Petròvitx Txujda | Stefan Brykt          | Kjell Nilsson             |
| 1985 | Eric Van Lancker      | Roy Knickman          | Paul Watson               |
| 1986 | Joey McLoughlin       | Malcolm Elliott       | Shane Sutton              |
| 1987 | Malcolm Elliott       | Oleksandr Zinòviev    | Miroslav Sýkora           |
| 1988 | Vassili Zhdanov       | Peter Přikryl         | Steve Jones               |
| 1989 | Brian Walton          | Keith Reynolds        | Olaf Lurvik               |
| 1990 | Shane Sutton          | Rob Holden            | Miroslav Vašiček          |
| 1991 | Chris Walker          | Simeon Hampsall       | Keith Reynolds            |
| 1992 | Henry Conor           | Willy Willems         | Peter Verbeken            |
| 1993 | Chris Lillywhite      | Ole Sigurd Simensen   | Daniel Kovar              |

### Kellogg's Tour
| Any  | Vencedor            | Segon              | Tercer             |
| ---- | ------------------- | ------------------ | ------------------ |
| 1987 | Joey McLoughlin     | Steven Rooks       | Sergio Finazzi     |
| 1988 | Malcolm Elliott     | Joey McLoughlin    | Sean Kelly         |
| 1989 | Robert Millar       | Mauro Gianetti     | Remig Stumpf       |
| 1990 | Michel Dernies      | Robert Millar      | Maurizio Fondriest |
| 1991 | Phil Anderson       | Rudy Verdonck      | Heinz Imboden      |
| 1992 | Maximilian Sciandri | Adrie van der Poel | Hendrik Redant     |
| 1993 | Phil Anderson       | Wladimir Belli     | Bo André Namtvedt  |
| 1994 | Maurizio Fondriest  | Viatxeslav Iekímov | Olaf Ludwig        |

### Prudential Tour
| Any  | Vencedor       | Segon          | Tercer             |
| ---- | -------------- | -------------- | ------------------ |
| 1998 | Stuart O'Grady | Chris Boardman | Dariusz Baranowski |
| 1999 | Marc Wauters   | Benoit Joachim | Bjørnar Vestøl     |

### Volta a la Gran Bretanya
| Any  | Vencedor             | Segon                      | Tercer             |
| ---- | -------------------- | -------------------------- | ------------------ |
| 2004 | Mauricio Ardila      | Julian Dean                | Nick Nuyens        |
| 2005 | Nick Nuyens          | Michael Blaudzun           | Javier Cherro      |
| 2006 | Martin Pedersen      | Luis Pasamontes            | Filippo Pozzato    |
| 2007 | Romain Feillu        | Adrián Palomares           | Luke Roberts       |
| 2008 | Geoffroy Lequatre    | Steve Cummings             | Ian Stannard       |
| 2009 | Edvald Boasson Hagen | Christopher Sutton         | Martin Reimer      |
| 2010 | Michael Albasini     | Borut Božič                | Greg Henderson     |
| 2011 | Lars Boom            | Steve Cummings             | Jan Bárta          |
| 2012 | Nathan Haas          | Damiano Caruso             | Leigh Howard       |
| 2013 | Bradley Wiggins      | Martin Elmiger             | Simon Yates        |
| 2014 | Dylan van Baarle     | Michał Kwiatkowski         | Bradley Wiggins    |
| 2015 | Edvald Boasson Hagen | Wout Poels                 | Owain Doull        |
| 2016 | Stephen Cummings     | Rohan Dennis               | Tom Dumoulin       |
| 2017 | Lars Boom            | Edvald Boasson Hagen       | Stefan Küng        |
| 2018 | Julian Alaphilippe   | Wout Poels                 | Primož Roglič      |
| 2019 | Mathieu van der Poel | Matteo Trentin             | Jasper De Buyst    |
| 2020 | anul·lada            | anul·lada                  | anul·lada          |
| 2021 | Wout Van Aert        | Ethan Hayter               | Julian Alaphilippe |
| 2022 | Gonzalo Serrano      | Tom Pidcock                | Omar Fraile        |
| 2023 | Wout van Aert        | Tobias Halland Johannessen | Damien Howson      |
| 2024 | Stephen Williams     | Oscar Onley                | Tom Donnenwirth    |